# میهای کنستانتینسکو
میهای کنستانتینسکو (انگلیسی: Mihai Constantinescu؛ ‏ تلفظ رومانیایی: [miˈhaj ˌkonstantiˈnesku]؛ زادهٔ ۲۰ اوت ۱۹۳۲) کارگردان فیلم، فیلم‌نامه‌نویس اهل رومانی است.
از فیلم‌های او می‌توان به داس‌ها و نمایش افتتاحیه اشاره کرد.